# مأموریت: غیرممکن (فیلم)
مأموریت غیرممکن (به انگلیسی: Mission: Impossible) یک فیلم اکشن و جاسوسی آمریکایی محصول ۱۹۹۶ به کارگردانی برایان دی پالما تهیه‌کنندگی و بازی تام کروز بر اساس فیلمنامه‌ای از دیوید کپ و رابرت تاون و داستانی از کپ و استیون زایلیان است. ادامه مجموعه تلویزیونی سال ۱۹۶۶ با به همین نام و سری دنباله آن در سال ۱۹۸۸ (که به‌طور متعارف شش سال پس از دومی اتفاق می‌افتد)، اولین قسمت از مجموعه فیلم‌های مأموریت: غیرممکن محسوب می‌شود. جان ویت، هنری چرنی، امانوئل بئار، ژان رنو، وینگ ریمز، کریستین اسکات توماس و ونسا ردگریو نیز در این فیلم ایفای نقش کرده‌اند. در این فیلم، ایتن هانت (کروز) به دنبال کشف این است که چه کسی او را برای قتل اکثر تیم نیروی مأموریت غیرممکن خود قاب گرفته است.
تلاش‌های متعدد پارامونت پیکچرز برای ساخت یک اقتباس سینمایی از این مجموعه تلویزیونی متوقف شد تا اینکه کروز شرکت کروز/واگنر پروداکشنز را تأسیس کرد و تصمیم گرفت که مأموریت غیرممکن را به عنوان پروژه افتتاحیه‌اش انتخاب کند. توسعه ابتدا با سیدنی پولاک، فیلمساز آغاز شد، اما بیشتر فیلمنامه نهایی پس از استخدام دی پالما، استیون زیلیان، دیوید کوپ و رابرت تاون کامل شد. دی پالما همچنین بیشتر سکانس‌های اکشن را طراحی کرد، در حالی که کروز بیشتر بدل کاری‌های خود را انجام داد. فیلمبرداری اصلی در مارس ۱۹۹۵ آغاز شد و تا اوت همان سال، با مکان‌های فیلمبرداری از جمله لندن، استودیو پاین‌وود در انگلستان، و پراگ (که در آن زمان در هالیوود نادر بود) ادامه داشت. این فیلم در ۲۲ می ۱۹۹۶ توسط پارامونت در ایالات متحده اکران شد. این فیلم نقدهای متفاوت تا مثبتی را از سوی منتقدان دریافت کرد، با تمجید از سکانس‌های اکشن، کارگردانی دی پالما و بازی کروز اما انتقادهایی برای طرح پیچیده. همچنین با استقبال منفی بازیگران سریال اصلی تلویزیون مواجه شد. این فیلم ۴۵۷٫۷ میلیون دلار در سراسر جهان فروخت و سومین فیلم پرفروش سال ۱۹۹۶ شد، در حالی که اجرای آهنگ اصلی توسط لری مولن جونیور و آدام کلایتون به یکی از ده‌ها برتر بین‌المللی تبدیل شد و نامزد جوایز گرمی شد. برای بهترین اجرای موسیقی پاپ. موفقیت این فیلم منجر به یک فرنچایز طولانی مدت شد که با مأموریت: غیرممکن ۲ شروع شد که چهار سال بعد در سال ۲۰۰۰ اکران شد.

## خلاصه داستان
اتان هانت (تام کروز) مأمور شاخه غیررسمی سازمان سیا است تیم آن‌ها به رهبری جیم فلپس (جان ویت) به پراگ فرستاده می‌شود تا از نشت اطلاعات کمیته المپیک جلوگیری کند اما عملیات ناکام می‌ماند برای همین اتان هانت (تام کروز) باید به دنبال عامل نفوذی بگردد که عملیات را لو داده و…

## مشروح داستان
پس از انجام مأموریتی در کی‌یف، مأمور سازمان آی‌ام‌اف، جیم فلپس به همراه تیم جدیدش به پراگ اعزام می‌شود تا مأمور سرکش، «الکساندر گالیتسین» را از سرقت فهرست ان‌اواس متعلق به سازمان اطلاعات مرکزی آمریکا (سی‌آی‌ای) بازدارد؛ فهرستی که هویت تمامی مأموران مخفی سی‌آی‌ای در اروپا را فاش می‌کند. با این حال، فهرست به سرقت می‌رود و اعضای تیم، یکی‌یکی به‌همراه گالیتسین کشته می‌شوند و تنها بازمانده، «ایتن هانت»، نفر اصلی تیم جیم است.
در جلسه بازجویی با مدیر آی‌ام‌اف، «یوجین کیتریج»، که در رستورانی برگزار می‌شود، ایتن درمی‌یابد که تیم دیگری از آی‌ام‌اف در جریان مأموریت حضور داشته‌اند و کل عملیات تله‌ای برای شناسایی نفوذی در آی‌ام‌اف بوده است که با همکاری گالیتسین، که در واقع نقش مأمور سرکش را بازی می‌کرد، انجام شده بود. مظنون اصلی همکاری با یک دلال اسلحه به نام «مکس» در قالب پروژه‌ای با عنوان «Job 314» است. وقتی ایتن متوجه می‌شود که کیتریج به او مشکوک است، با استفاده از یک مواد منفجره پلاستیکی در قالب آدامس از محل می‌گریزد.
پس از بازگشت به خانه امن در پراگ، ایتن درمی‌یابد که «Job 314» به آیه‌ای از کتاب مقدس در کتاب ایوب، فصل ۳ آیه ۱۴ اشاره دارد و «Job» در واقع اسم رمز نفوذی است. در این هنگام، «کلر»، همسر جیم که مرگش را در جریان مأموریت جعل کرده بود، ظاهر می‌شود و توضیح می‌دهد که پیش از مرگ، جیم به او هشدار داده بود که تیم لو رفته است، و این باعث فرار او شده بود. ایتن با مکس دیدار می‌کند و به او هشدار می‌دهد که فهرستی که در اختیار دارد جعلی است و به دستگاه ردیاب مجهز شده. با وجود تردیدهای اولیه، مکس و ایتن از یورش نیروهای کیتریج می‌گریزند. ایتن او را متقاعد می‌کند که می‌تواند فهرست واقعی را در ازای ۱۰ میلیون دلار و افشای هویت واقعی «جاب» (Job) تحویل دهد.
ایتن و کلر دو مأمور اخراج‌شدهٔ آی‌ام‌اف را به خدمت می‌گیرند: «لوتر استیکل»، یک هکر، و «فرانتس کریگر»، خلبان بالگرد. آن‌ها به مقر سی‌آی‌ای در لنگلی، ویرجینیا نفوذ می‌کنند، فهرست اصلی را می‌دزدند و به لندن می‌گریزند. کریگر دیسک حاوی فهرست را برمی‌دارد، اما ایتن با حیله، آن را از او گرفته و به استیکل می‌سپارد. کیتریج برای فریب ایتن، مادر و دایی‌اش را به دروغ بازداشت می‌کند. ایتن پس از شنیدن این خبر، از یک تلفن عمومی با کیتریج تماس می‌گیرد و عمداً به آی‌ام‌اف اجازه می‌دهد مکان تماس را ردیابی کنند.
ناگهان جیم دوباره ظاهر می‌شود و ادعا می‌کند از تیراندازی جان سالم به در برده و کیتریج را به‌عنوان نفوذی معرفی می‌کند. اما ایتن، که پیش‌تر با دیدن کتاب مقدسی از هتل دریک شیکاگو ــ جایی که جیم قبلاً در آن مأمور بوده ــ به حقیقت پی برده، وانمود می‌کند حرف‌های او را باور کرده و با او برای تبادل فهرست با مکس، در قطار ت.ژ.و به پاریس قرار می‌گذارد و همزمان، به‌طور پنهانی، کیتریج را نیز به دیدار دعوت می‌کند.
در قطار، ایتن محل فهرست را به مکس نشان می‌دهد و او ایتن را به واگن بار هدایت می‌کند، جایی که پول و «جاب» در آن قرار دارند. در همین حال، استیکل روند بارگذاری فهرست توسط مکس به سٍرورها را مختل می‌کند. کلر برای دریافت سهمش نزد جیم می‌رود، اما درمی‌یابد که در واقع ایتن در لباس مبدل است. وقتی جیم واقعی از راه می‌رسد و با تهدید اسلحه پول را می‌گیرد، ایتن به‌صورت زنده ویدیوی درگیری را برای کیتریج پخش می‌کند و جیم را به‌عنوان نفوذی افشا می‌کند. کلر سعی می‌کند شوهرش را متقاعد کند، اما جیم او را می‌کشد و ایتن را نیز از پا درمی‌آورد.
جیم برای فرار به سقف قطار می‌رود و می‌کوشد با کمک کریگر و یک بالگرد که طنابی به قطار انداخته، بگریزد. اما ایتن طناب را به قطار وصل می‌کند و بالگرد را به درون تونل مانش می‌کشاند. سپس با انفجار دیگری، بالگرد را نابود می‌کند و جیم و کریگر کشته می‌شوند. کیتریج، مکس را بازداشت می‌کند و فهرست ان‌اواس را از استیکل بازیابی می‌نماید. ایتن و استیکل دوباره در آی‌ام‌اف پذیرفته می‌شوند، اما ایتن در مورد بازگشت به تیم تردید دارد. در پایان، در پرواز بازگشت، مهمانداری به‌طور پنهانی از او می‌خواهد که مأموریت جدیدی را به‌عنوان رهبر تیم بر عهده بگیرد.

## بازیگران
- تام کروز در نقش اتان هانت
- جان ویت در نقش جیمی فلپس
- امانوئل بئار در نقش کلر فیلپس
- ژان رنو در نقش فرانک کریگر
- ونسا ردگریو در نقش ماکس

## بازخوردها
در جمع‌آوری نقد راتن تومیتوز، این فیلم بر اساس ۶۵ نقد، با میانگین امتیاز ۶٫۱ از ۱۰، درای ۶۶٪ محبوبیت دارد. اتفاق نظر منتقدان این وب سایت چنین است: «پر از جلوه‌های ویژه، به‌روزرسانی برایان دی پالما از «مأموریت: غیرممکن»، تماشایی گسترده‌ای دارد، اما طرح داستان گاهی پیچیده می‌شود.» در متاکریتیک، فیلم میانگین وزنی امتیاز دارد ۵۹ از ۱۰۰، بر اساس ۲۹ منتقد، نشان دهنده «بررسی‌های مختلط یا متوسط». تماشاگران شرکت‌کننده در نظرسنجی سینماسکور به فیلم نمره متوسط «B+» در مقیاس A+ تا F دادند.

### گیشه
این فیلم در آمریکای شمالی ۱۸۰٫۹ میلیون دلار و در سایر نقاط جهان ۲۷۶٫۷ میلیون دلار فروخت و مجموعاً ۴۵۷٫۶ میلیون دلار در سراسر جهان فروخت.